# Chararica
Chararica är ett släkte av fjärilar. Chararica ingår i familjen mott.
Kladogram enligt Catalogue of Life:
| Chararica | \| \| Chararica annuliferella \| \| \| \| \| \| Chararica bicolorella \| \| \| \| \| \| Chararica hystriculella \| \| \| \| |
|           | \| \| Chararica annuliferella \| \| \| \| \| \| Chararica bicolorella \| \| \| \| \| \| Chararica hystriculella \| \| \| \| |
|           | Chararica annuliferella |
|           | |
|           | Chararica bicolorella |
|           | |
|           | Chararica hystriculella |
|           | |